# Phylloxiphia vicina
Phylloxiphia vicina är en fjärilsart som beskrevs av Rothschild och Jordan 1915. Phylloxiphia vicina ingår i släktet Phylloxiphia och familjen svärmare. Inga underarter finns listade i Catalogue of Life.